# タカトシの空飛ぶチェリーパイ
『タカトシの空飛ぶチェリーパイ』（タカトシのそらとぶチェリーパイ）は、2007年7月24日から2009年3月31日までテレビ東京系列でスキバラ枠の毎週火曜日18:30 - 19:00 (JST) に放送されていたバラエティ番組である。お笑いコンビタカアンドトシの初全国ネット冠番組。
スキバラ枠から晴れてゴールデンタイムに進出したココリコミリオン家族の後続番組。

## 番組概要
開始当時の番組のテーマは「世界中の人たちと友達になろう!」。タカアンドトシの二人がさまざまな外国人を呼び、その人とお友達になるためいろいろな企画で盛り上げた。一旦、番組をリニューアルし、「世界の料理」がテーマに変更されるが、次々にゲーム企画が増え、ゲーム番組に近くなった。末期では、後述する「DAROUクッキング」がメインとなり、外国人がらみの企画はほとんど消失していた。
- 2007年7月10日放送のスキバラ番宣企画で、テレビ上では初めて番組名と番組MCが公表された。
- 番組名の由来は、タカアンドトシの定番のネタ（食べ物の話題をふられると、タカが「チェリーパイ!」と答え、トシが「欧米か!」とツッコむ）。
- 2008年4月15日より、スキバラ枠では初めてハイビジョン制作となった。
- 2009年4月より帯番組『ピラメキーノ』を放送することが決定しており、他の4番組と共に3月31日の放送をもって終了した。
- 本番組終了から2年1ヶ月後の2011年4月26日よりタカアンドトシ・繁田アナ司会の新番組『仰天クイズ! 珍ルールSHOW』（2012年9月終了）が火曜20時台にてスタートした。

## 放送内容

### DAROUクッキング
番組後期以降の企画。タカトシとゲスト3人（男性お笑いコンビと女性アイドルの組み合わせが多い）がテーマに沿った手間のかかる料理をカンだけで料理する。（味見は1人1回できる。また、「本物DAカード」を使って足ツボマッサージに挑戦し耐えられた時間に応じて本物の料理を見たり試食したりできる）食のプロが4人の作った料理を「○○だろう」と認められたら商品券がもらえる。

#### DAROUクッキング お菓子編
番組後期〜末期のメイン企画。タカトシとゲスト3人がお題となるお菓子（大抵は市販されているもの）をカンだけで料理する（旧企画と比べると試食に制限がなくなったほか、「地獄のヒントカード」というカードを使うことでプロから分量などのレシピのヒントが聞けるようになった。なお、罰ゲームの内容は静電気や鞄公開、昔のネタ披露（お笑いコンビ限定）などになっている）。そのお菓子の専門家（基本はお題のお菓子を売っている企業のスタッフ）が試食を行い再現率が70％を超えていた場合、合格となり視聴者へお菓子の詰め合わせがプレゼントされる。
もちろんこれまで同様タカのボケもあるほか、ゲスト芸人がタカに乗せられたりしてボケる事もある。また、なぜか毎回食材の中に酒が入っておりその酒をタカが飲むというのがお約束になっている。
最終回では問い合わせランキングベスト5をタカトシの2人がタイトルにもなっているチェリーパイを作りながら紹介するという内容だった。

### お絵かきレストラン
高級料理をかけ、タカとゲスト3名が絵を使った3つのゲームに挑戦。ゲーム1つにつき1品料理を食べられる。
好評だった「しりとリレー」に加え新ゲームも登場する。
- 1stステージ「イメピタ4」

あるお題（「赤い野菜といえば？」など）に沿って絵を描き、4人の描いた絵が一致したらクリア。
3回のうち2回クリアすると料理ゲット。
- 2ndステージ「お絵かき劇場」

代表者1名がある映画の1シーンの絵を描く。その描いた絵を、残りの3名が何の映画の絵かを答える。
3回のうち2回クリアすれば料理ゲット。比較的難易度が低く、ほとんどの場合クリアしている。
- ファイナルステージ「しりとリレー」

4人で順番を決め、絵でしりとりをする。枚数は10枚、制限時間は料理が完成するまでで、基本的にリニューアル前と変わりないが、「描いちゃダメルーレット」の導入で難度が高くなった。内容は「○文字禁止」「○○禁止」など。
クリアすれば料理ゲット。

### おふくろの味ワールドチャンピオンシップ
タカと外国人タレントが祖国の料理を作って対決。末期にはタカが勝つとシールゲットという謎のルールが追加された。

### はらぺこ画伯のしりとリレー
タレント3名を加えて、絵でしりとりをするという内容。料理が完成するまでの間に指定された枚数分しりとりを完成させる。ただし、5枚目から4枚完成ごとに最初から4枚ずつブラインドで隠されていく（つまり6枚目を書く時は5枚目のみを、10枚目を書く時は9枚目のみを見てしりとりを続けなければならない）。後で答え合わせをしてしりとりとして成立していれば高級料理が食べられる。料理の完成のほうが早かったり、しりとりが成立していない場合、無名のお笑い芸人かトシに食べられてしまう。後に「お絵かきレストラン」にリニューアルした。

## 出演者
MC
- タカアンドトシ　（タカ・トシ）

アシスタント
- 繁田美貴（テレビ東京アナウンサー）

ナレーター
- nona

## 放送リスト
| 放送日         | サブタイトル                           | ゲスト                                      |
| -------------- | -------------------------------------- | ------------------------------------------- |
| 2008年08月19日 |                                        | アンガールズ                                |
| 2008年09月02日 |                                        | 堤下敦（インパルス） 狩野英孝 熊田曜子      |
| 2008年09月09日 |                                        | TIM くまきりあさ美                          |
| 2008年09月16日 |                                        | ブラックマヨネーズ 優木まおみ               |
| 2008年09月30日 |                                        | スピードワゴン 田代さやか                   |
| 2008年10月07日 |                                        | フットボールアワー 川村ゆきえ               |
| 2008年10月14日 |                                        | インパルス 夏川純                           |
| 2008年10月21日 | アメリカ超人気菓子＆恥芸披露新ギャグ!? | レイザーラモンHG レイザーラモンRG 松嶋初音  |
| 2008年10月28日 | 史上最高お菓子再現で奇跡が!            | ペナルティ 中山エミリ                       |
| 2008年11月04日 | お菓子の新商品開発で爆笑連発           | FUJIWARA 相澤仁美                           |
| 2008年11月11日 | 里田暴走お菓子作りで悲劇が…            | TKO 里田まい                                |
| 2008年11月18日 | 爆笑暴露人気芸人メールの中身           | ハイキングウォーキング 安田美沙子           |
| 2008年11月25日 | 爆笑貴族最後のルネッサンス!?           | 髭男爵 小川麻琴                             |
| 2008年12月02日 | 超有名店マンゴープリンに挑戦           | 品川庄司 池田夏希                           |
| 2008年12月09日 | 超楽しい激うまポテチの作り方           | ジョイマン 矢口真里                         |
| 2008年12月16日 | アイスとおもちでお菓子を作れ           | ペナルティ 山本梓                           |
| 2009年1月06日  | 美味発見おもちを使った新料理           | ほっしゃん 大地洋輔（ダイノジ） 眞鍋かをり  |
| 2009年1月20日  | 難題挑戦 家でグミが作れるか?           | インパルス 小阪由佳                         |
| 2009年1月27日  | 作れる!?超人気のロールケーキ           | 山崎邦正 レイザーラモンRG 矢吹春奈          |
| 2009年2月03日  | 作れる!?新食感（秘）チーズケーキ       | ダイノジ 夏川純                             |
| 2009年2月10日  | アイドルvs森三中… キス争奪戦           | 森三中 眞鍋かをり 和希沙也                  |
| 2009年2月17日  | 完全再現 大人気スイートポテト          | トータルテンボス 吉澤ひとみ                 |
| 2009年2月24日  | 新発見!!超美味（秘）野菜から揚げ       | ハイキングウォーキング 優木まおみ           |
| 2009年3月03日  | 超人気のシュークリームを作れ           | ペナルティ 神戸蘭子                         |
| 2009年3月10日  | 取り寄せ大人気のチーズケーキ           | スピードワゴン 道重さゆみ（モーニング娘。） |
| 2009年3月17日  | 超人気のカップケーキで新商品           | ブラックマヨネーズ ローラ・チャン           |
| 2009年3月24日  | 商品化!?新しいチョコ菓子開発           | ほっしゃん インパルス 相澤仁美              |
| 2009年3月31日  | 大公開 人気お菓子ランキング （最終回） |                                             |

### 男性ゲスト
藤岡弘　ランディ・マッスル　ハチミツ二郎　和田正人　インパルス　フットボールアワー
ブラックマヨネーズ　スピードワゴン
ハイキングウォーキング　TKO　髭男爵　ダイノジ　他

### 女性ゲスト
北斗晶　SHEILA　海川ひとみ　松嶋初音　夏川純　川村ゆきえ　田代さやか　優木まおみ　
くまきりあさ美　熊田曜子　里田まい　安田美沙子　小川麻琴　小阪由佳　矢吹春奈　他

## スタッフ
- プロデューサー：関光晴・山崎圭介・大庭竹修・小高亮（テレビ東京）、内田弦（よしもとクリエイティブ・エージェンシー）、つかはら
- 技術協力：テクノマックス
- スタッフ協力：COGITO ERGO SUM
- 制作協力：吉本興業
- 製作著作：テレビ東京

## ネット局と放送時間
| 放送対象地域   | 放送局                | 系列           | 放送時間           | 放送期間                                                                   | 遅れ       |
| -------------- | --------------------- | -------------- | ------------------ | -------------------------------------------------------------------------- | ---------- |
| 関東広域圏     | テレビ東京（TX）      | テレビ東京系列 | 火曜 18:30 - 19:00 | 2007年7月24日 - 2009年3月31日                                              | 制作局     |
| 北海道         | テレビ北海道（TVh）   | テレビ東京系列 | 火曜 18:30 - 19:00 | 2007年7月24日 - 2009年3月31日                                              | 同時ネット |
| 愛知県         | テレビ愛知（TVA）     | テレビ東京系列 | 火曜 18:30 - 19:00 | 2007年7月24日 - 2009年3月31日                                              | 同時ネット |
| 大阪府         | テレビ大阪（TVO）     | テレビ東京系列 | 火曜 18:30 - 19:00 | 2007年7月24日 - 2009年3月31日                                              | 同時ネット |
| 岡山県・香川県 | テレビせとうち（TSC） | テレビ東京系列 | 火曜 18:30 - 19:00 | 2007年7月24日 - 2009年3月31日                                              | 同時ネット |
| 福岡県         | TVQ九州放送（TVQ）    | テレビ東京系列 | 火曜 18:30 - 19:00 | 2007年10月2日 - 不明                                                       | 遅れネット |
| 奈良県         | 奈良テレビ（TVN）     | 独立局         | 火曜 18:30 - 19:00 | 2007年7月31日 - 不明（火曜時代） 2008年4月 - 2009年3月31日（ネット再開時） | 同時ネット |
| 和歌山県       | テレビ和歌山（WTV）   | 独立局         | 月曜 17:30 - 18:00 | 2007年7月30日 - 不明                                                       | 遅れネット |
| 福島県         | 福島テレビ（FTV）     | フジテレビ系列 | 土曜 25:35 - 26:05 | 2008年10月25日 - 不明                                                      | 遅れネット |
| 新潟県         | 新潟テレビ21（UX）    | テレビ朝日系列 | 日曜 24:40 - 25:10 | 2007年10月7日 - 不明                                                       | 遅れネット |
| 熊本県         | 熊本放送（RKK）       | TBS系列        | 土曜 9:30 - 10:00  | 2007年8月19日 - 不明                                                       | 遅れネット |
| 石川県         | 北陸放送（MRO）       | TBS系列        | 火曜 15:55 - 16:25 | 2008年9月30日 - 不明                                                       | 遅れネット |
| 長崎県         | 長崎放送（NBC）       | TBS系列        | 不定期放送         | 2007年10月13日 - 不明                                                      | 遅れネット |
| 宮城県         | 東北放送（TBC）       | TBS系列        | 不定期放送         | 不明 - 不明                                                                | 遅れネット |
| 静岡県         | 静岡第一テレビ（SDT） | 日本テレビ系列 | 日曜 13:00 - 13:30 | 2008年10月5日 - 不明                                                       | 遅れネット |

### ネット打ち切りの局
| 放送対象地域 | 放送局            | 系列           | 放送時間           | 放送期間                     | 遅れ       |
| ------------ | ----------------- | -------------- | ------------------ | ---------------------------- | ---------- |
| 長野県       | テレビ信州（TSB） | 日本テレビ系列 | 水曜 24:29 - 24:59 | 2007年8月4日 - 2008年3月26日 | 遅れネット |